# Ray Anthony
Ray Anthony, właśc. Raymond Antonini (ur. 20 stycznia 1922 w Bentleyville) – amerykański trębacz, bandlider, kompozytor i aktor.

## Życiorys
Jako dziecko przeprowadził się z rodzicami do Cleveland (Ohio). Gry na trąbce nauczył go ojciec, wpływając w ten sposób na wybór zawodu.
W 1938 rozpoczął karierę w zespole Ala Donahue, a latach 1940–1941 grał w orkiestrze Glenna Millera, z którą wystąpił w filmie Serenada w Dolinie Słońca (Sun Valley Serenade). W 1941 przez kilka miesięcy był członkiem big bandu Tommy’ego Dorseya, potem wstąpił do U.S. Army i do końca II wojny światowej kierował orkiestrą, występując dla żołnierzy amerykańskich walczących w rejonie Pacyfiku. W 1946 zespół zdjął mundury i przybrał nazwę Ray Anthony and his Orchestra.
Na początku lat 50. grający muzykę taneczną big band zyskał dużą popularność, m.in. dzięki utworom The Bunny Hop i Hokey Pokey oraz przewodniemu tematowi muzycznemu z serialu telewizyjnego Dragnet. W 1952 jego wersja utworu Millera At Last (z filmu Orchestra Wives) trafiła na 2 miejsce listy przebojów tygodnika "Billboard". Do pierwszej dziesiątki tego zestawienia dotarł w 1958 wykonywany przez jego orkiestrę kolejny temat filmowy Ben Gunn. W latach 1953–1954 był kierownikiem muzycznym programu telewizyjnego "TV`s Top Tunes". W 1955 zagrał samego siebie w filmie Daddy Long Legs. Przez następnych pięć lat obok działalności muzycznej zajmował się aktorstwem. W 1956 pojawił się wraz ze swoją orkiestrą w obrazie The Girl Can’t Help It, w którym główną rolę grała Jayne Mansfield. Ponadto prowadził swój program telewizyjny "The Ray Anthony Show" (1956–1957). Wystąpił w filmach: High School Confidential (1958), The Five Pennies (zagrał rolę Jimmy’ego Dorseya) (1959), Girls Town (1959) i jednym z odcinków sensacyjnego serialu Five Fingers.
Wkrótce zakończył karierę filmową, koncentrując się wyłącznie na muzyce. Skomponował wiele popularnych utworów, m.in. Thurderbird, Bunny Hop, Trumpet Boogie, Big Band Boogie i Mr. Anthony's Boogie. W 1952 nagrał w studiu Capitol Records piosenkę o Marilyn Monroe pt. Marilyn (autorstwa Ervina Drake'a i Jimmy'ego Shirla, a zaśpiewaną przez Tommy'ego Mercera), którą wraz z Mickeyem Rooneyem zaprezentował aktorce podczas bankietu w swoim hollywoodzkim domu.
Pozostaje aktywnym muzykiem, jest zarazem najstarszym żyjącym amerykańskim bandliderem. Został uhonorowany gwiazdą w hollywoodzkiej Alei Sław.

## Życie prywatne
W 1955 ożenił się z aktorką Mamie Van Doren, uchodzącą wówczas za symbol seksu, z którą rozwiódł się 6 lat później.

## Wybrana dyskografia
- 1991 Ray Anthony – Capitol Collector's Series (Capitol Records)
- 1994 Ray Anthony and His Orchestra – 22 Original Big Band Hits (Hindsight Records)
- 1995 Dream Dancing II (Aero Space Records)
- 1995 Swing Back to the 40s (Aero Space Records)
- 1998 Dream Dancing in the Latin Mood (Aero Space Records)
- 2000 Dream Dancing III – In the Romantic Mood (Aero Space Records)
- 2004 Dream Dancing VI – The Sinatra Songbook (Aero Space Records)
- 2005 Dream Dancing 7 – The Harry James Songbook (Aero Space Records)
- 2007 Classic Years of Ray Anthony (Prestige Elite)